# ジョーダン・ハーヴェイ
ジョーダン・ハーヴェイ（Jordan Harvey、1984年1月28日 - ）は、アメリカ合衆国のプロサッカー選手。ポジションはDF。

## 経歴

### クラブ
2006年のMLSスーパードラフトで、コロラド・ラピッズの1位指名をうけ入団。2009年シーズンではコロラド・ラピッズの選手の中で最長プレー時間を記録した。
2009年11月25日、MLSエクスパンションドラフトでフィラデルフィア・ユニオンに指名された。
2011年7月7日、金銭トレードでバンクーバー・ホワイトキャップスに移籍。

### 代表
2001 FIFA U-17世界選手権では2試合に出場し、2003 FIFAワールドユース選手権では1試合に出場した。

## タイトル
バンクーバー・ホワイトキャップス
- カナディアン・チャンピオンシップ: 2015

ロサンゼルスFC
- サポーターズ・シールド: 2019